# Connie Mack IV
Connie Mack IV, właśc. Cornelius Harvey McGillicuddy IV (ur. 12 sierpnia 1967) – amerykański polityk, członek Partii Republikańskiej. Od 2005 do 2013 zasiadał w Izbie Reprezentantów.
Był żonaty z Mary Bono.